# Herald Corporation
Herald Corporation (formalmente Herald Media; 헤럴드?) è un'azienda sudcoreana di media, che fornisce una varietà di contenuti e iniziative ecosostenibili attraverso le sue pubblicazioni e filiali. Si trova a Seul, in Corea del Sud, ed è stata fondata nel 1953. Pubblica The Korea Herald, Herald Business, Junior Herald e Campus Herald. Negli ultimi 60 anni, Herald, attraverso le sue pubblicazioni si è evoluto in una piattaforma mediatica che pone una forte enfasi su istruzione, design e sostenibilità.
La fondazione di Herald Corporation iniziò con la fondazione del The Korea Herald, un quotidiano in lingua inglese, nel 1953. Nel 1973 venne creato un quotidiano nazionale, The Daily Domestic Business, che in seguito fu rinominato Herald Business.
Nel 2002, Ryan Jungwook Hong ha acquisito la Herald Corporation e attualmente ricopre la carica di presidente del gruppo. Dopo l'acquisizione, la Herald ha rapidamente ampliato le sue attività in altri settori, in particolare Internet, radiodiffusione, riviste, istruzione e aziende ecosostenibili come Herald Ecochem, Organica e Organica Day.